# Пимонов, Владимир Иванович
Пимонов, Владимир Иванович (Vladimir Pimonov, род. 31 марта 1955, Москва) — датский, ранее советский журналист и литературовед.

## Образование и научная деятельность
Окончил Московский государственный педагогический институт иностранных языков им. М.Тореза (Московский государственный лингвистический университет)(1978). В 1988 году эмигрировал в Данию. Окончил лингвистическую школу Studieskolen в Копенгагене. Затем учился в Англии, окончил Master’s Degree Course в колледже Биркбек (Лондонский университет) по специальности макроэкономика. Защитил диссертацию «Поэтика театральности в драматургии Шекспира»,
Доктор философии (Doctor of Philosophy in Philology, Ph.D) , почетный профессор Института кино и телевидения в Москве (ГИТР). Преподавал в РГГУ, МПГУ и других ВУЗах.
Автор книг, научных публикаций(в частности, двух монографий о поэтике Шекспира), статей, радио и телепередач.
Исследователь творчества Шекспира. Основные работы выполнены в следующих областях: шекспироведение, структурная поэтика,театральность, литературоведение, происхождение языка.

## Журналистская деятельность
В период 1989—2011 журналист датской газеты Ekstra Bladet в Копенгагене, московский корреспондент Ekstra Bladet и электронной версии газеты www.ekstrabladet.dk, аккредитованный при МИДе РФ (2004—2011). Был номинирован на самую престижную журналистскую премию Дании Cavling Prize (Cavlingprisen), а также на премию Датской Ассоциации Журналистов Расследователей (Danish Association for Investigative Journalism) за серию статей о нарушении техники безопасности на шахтах Кузбасса, экспортирующих уголь в Данию и другие страны Европейского Союза. Награждён медалью им. Пушкина Академии Российской Словесности за книги о России. Журналистские расследования разных лет легли в основу документально-публицистического романа-хроники «Русский пасьянс» (2002).
Работал продюсером и ведущим программ на Всемирной службе Би-би-си (Лондон), корреспондентом, редактором и ведущим новостей на Радио Свобода (Мюнхен), корреспондентом парижской газеты «Русская мысль» (La Pensée Russe), внештатным обозревателем радиостанции Deutsche Welle.1988 — сотрудник журнала Dansk Europamission в Копенгагене. Участвовал в освещении президентских выборов в США из Вашингтона и Нью-Йорка в 1988 году для датской газеты Berlingske Tidende.

## Шахматная деятельность
Мастер спорта по шахматам, участник чемпионатов Москвы в 1970-е годы, первенств СССР среди юношей (Бельцы-1969)(Вильнюс-1970), финала ЦС Динамо (спортивное общество) (одновременно четвертьфинала первенства СССР) в Тбилиси в 1971 году. Шахматная и журналистская деятельность В.Пимонова нашла отражение в документальном романе американского писателя Фреда Уэйтцкина (Fred Waitzkin) Searching for Bobby Fischer (1988).Работал международным редактором, журналистом и шахматным аналитиком журнала 64 — Шахматное обозрение при издательстве Советский спорт (издательство). Комментировал матчи на первенство мира между А.Карповым и Г.Каспаровым в советской и западной печати

## Гражданский активизм
Консультант Московского отделения МОПЧ (Международное общество прав человека)1986—1987, организатор и участник пресс-конференций, акций протеста и голодовок в поддержку инакомыслящих и политических заключённых в СССР. Находился под домашним арестом после публикации открытого письма протеста (также подписанного художником Александром Ждановым и правозащитницей Галиной Герасимовой) президенту СССР М. С. Горбачеву и участникам «Форума мира» в Москве в феврале 1987 в связи с жестоким подавлением на Арбате демонстрации за освобождение политзаключённых. Выступал против применения в СССР карательной психиатрии в политических целях. Автор книги «Говорят особо опасные» (впервые опубликована по-датски в 1988 году, переработанная и дополненная русская версия — М.: Детектив-Пресс, 1999) — первого документального свидетельства горбачёвского периода о положении политзаключённых в тюрьмах, лагерях и психиатрических больницах.

## Членство
- Союз писателей России[56]
- Международное сообщество писательских союзов (Правопреемник организации Союз писателей СССР).[4]
- Союз журналистов СССР (с 1983 по 1987 гг.)[57]
- Международная федерация журналистов (International Federation of Journalists) — до 2023 г.[58]
- Союз журналистов Дании (Dansk Journalistforbund).[58]
- Международная ассоциация шахматной прессы (Association internationale de la presse échiquéenne — AIPE) — 1983—1988. Члены Ассоциации ежегодно принимали участие в голосовании за награду Шахматный Оскар.

## Основные публикации

### Книги, монографии, переводы
- Что сталось с Онегиным. Статьи о литературе, мифологии, театре — Chto stalos’ s Oneginym. Stat’i o literature, mifologii, teatre. Published by ISIA Media Verlag, Germany 2024. — 348 c. ISBN 978-3-689-59945-4[59]
- Эдип без Эдипова комплекса. Загадка античного мифа — Edip bez Edipova kompleksa: Zagadka antichnogo mifa. Published by ISIA Media Verlag, Germany 2024. — 234 с. ISBN 978-3-910741-50-8[60]
- Homo scribens, или Гамлет-драматург. Книга о театре Шекспира — Homo scribens, ili Gamlet-dramaturg. Kniga o teatre Shekspira. Published by ISIA Media Verlag, Germany 2024. — 252 с. ISBN 3910741630 / ISBN 9783910741638[61]
- Миф об Эдипе. Структура-мотивы-сюжет. Монография. Научное издание. 1-е изд. М.: Флинта, 2022. 2-е изд. М.: Флинта, 2023. — 160 с. ISBN 978-5-9765-4627-1[62]
- Поэтика театральности в творчестве Шекспира. Монография. 1-е печатное издание, переработанное и дополненное. М.: Флинта, 2020. — 248 c. ISBN 978-5-9765-3762-0[63]
- Загадка Гамлета (с Е.Славутиным). М.: Флинта, 2019. 2-е изд. переработанное и дополненное. — 188 с. ISBN 978-5-9765-3988-4[64]
- Поэтика театральности в творчестве Шекспира. М.: Флинта, 2018. 3-е изд. — 250 с. (Электронное издание) ISBN 978-5-9765-3762-0[65]
- Структура сюжета (с Е.Славутиным). М.: Флинта — Наука, 2018. — 172 с. Тираж 500 экз. ISBN 978-5-9765-3544-2 (Флинта), ISBN 978-5-02-039424-7 (Наука)[66]
- Шекспир. Поэтика театральности. Монография. М.: ГИТР, 2006. — 263 с. Тираж 1000 экз. ISBN 5-94237-025-7
- Загадка Гамлета (с Е.Славутиным). Монография, М:, МИП, 2001. — 255 с. Тираж 2000 экз. ISBN 5-900628-11-6
- Shakespeare’s Theatricality by Vladimir Pimonov, Corseg, Copenhagen 2004
- Прототипы сюжета об Эдипе // Парадигмы культурной памяти и константы национальной идентичности. Коллективная монография. Издательство Нижегородского государственного университета им. Н. И. Лобачевского 2020. — 711 с., cc. 173—181. Тираж 500 экз. ISBN 978-5-91326-564-7
- Русский пасьянс, Записки датского журналиста. М.: Детектив-Пресс, 2002. — 287 с. Тираж 5000 экз. ISBN 5-89935-050-4
- Говорят особо опасные, М., Детектив-Пресс 1999. — 238 с. Тираж 5000 экз. ISBN 5-89935-004-0
- De Kaldes Særlig Farlige, af Vladimir Pimonov, Gyldendal, Danmark 1988. Тираж 3000 экз. ISBN 87-00-30644-4
- Журналистский практикум. Учебно-методическое пособие для студентов факультета журналистики. М.: Институт кино и телевидения, 2017. — 72 с. ISBN 978-5-94237-067-1
- Катехизис журналиста (учебное пособие для студентов факультета журналистики), М.: ГИТР-2006
- Основы журналистики (учебное пособие для студентов факультета журналистики), М.: ГИТР-2003
- Glasnost-paradokser i Øst og Vest. Leon Nikulin. Forord af Vladimir Pimonov, København-Diapason.- 1990
- Новости в телерадиоэфире. К. А. Таггл, Форрест Карр, Сьюзан Хаффманн. Пер. с англ. Абдуллиной М. В. / под редакцией В. Пимонова . М.: ГИТР, 2006. — 431 с. Тираж 2000 экз. ISBN 5-94237-024-9
- Производство эфирных новостей. Тед Уайт. Перевод с англ. М. Л. Теракопян и Д. Л. Караваева под ред. В. И. Пимонова и Т. Н. Яковлевой-Нельсон. — М.:ГИТР, 2007. — 479 с.: илл. Тираж 1000 экз. ISBN 5-94237-021-4
- Пословицы и поговорки народов Востока. Г. Л. Пермяков. Наука, М.: 1979—671 с. // перевод пословиц В.Пимонов см. Использованная литература сс. 659—661. Тираж 15000 экз.

### Научные статьи
- Стрельба во французском эпиграфе (к роману А.С. Пушкина «Евгений Онегин»)- Shooting in the French epigraph (to the novel by A.S. Pushkin "Eugene Onegin"). В сборнике: А. В. Дружинин(1824-1864): Малоизученные аспекты жизни и творчества. Сборник материалов научно-практической конференции с международным участием. Самара, 2025. С. 36-50. [67]
- «Египетские ночи» А. С. Пушкина: поэт в роли Клеопатры — Pushkin’s «Egyptian Nights»: Poet in the role Cleopatra. Культура и текст. № 3 (58),2024. — С.55-66.[68]
- Пушкин и балы: звук и тема в романе «Евгений Онегин» — Pushkin and balls: Sound and theme in the novel in verse «Eugene Onegin». Известия Самарского научного центра Российской академии наук. Социальные, гуманитарные, медико-биологические науки // Филологические науки, т. 26, № 4 (97), 2024. — С. 44-50.[69]
- Мифологические реминисценции в сказке Г. Х. Андерсена «Психея» — The Mythological Reminiscences in H.C. Andersen’s «The Psyche». Практики и интерпретации. Том 9 (№ 2), 2024. — с. 148—159.[70]
- Персонажи-литераторы и их «тексты в тексте» — Character-writers and their «texts within the text». Практики и интерпретации. Том 8 (№ 3), 2023. — с. 55-65.[71]
- Скрытые предвестия в «Евгении Онегине» А. С. Пушкина — Covert Foresahadowing in Pushkin’s «Eugene Onegin». Практики и интерпретации. Том 8 (№ 2),2023. — с. 121—133.[72]
- Скрытый мотив стрельбы в эпиграфе к «Онегину» — The Hidden Motif of Shooting in the Epigraph to «Onegin». Культура и текст. № 2 (53),2023. — С.122-131.[73]
- Сон Татьяны как предвестие смерти Онегина — Tatyana’s Dream as a Foreshadowing of Onegin’s Death. Известия Самарского научного центра Российской академии наук. Социальные, гуманитарные, медико-биологические науки // Гуманитарные науки, т. 25, № 2 (89), 2023. — С. 86-91.[74]
- Мимикрия и театральность: семиотическая модель — Mimicry and Theatricality: A Formal Model. Известия Самарского научного центра Российской академии наук. Социальные, гуманитарные, медико-биологические науки // Гуманитарные науки, т. 24, № 87, 2022. — С. 83-90.[75]
- Что сталось с Онегиным? К поэтике финала пушкинского романа — What Happened to Onegin? Poetics of Ending in Pushkin’s Novel in Verse. Известия Самарского научного центра Российской академии наук. Социальные, гуманитарные, медико-биологические науки // Филологические науки, т. 24, № 85, 2022. — С. 78-83.[76]
- Структура и смысл драматической миниатюры А. С. Пушкина «Через неделю буду в Париже непременно…» — The Structure and Meaning of Pushkin’s Dramatic Essay «Cherez nedelyu budu v Parizhe nepremenno…» («I will certainly be in Paris next week..») (в соавторстве с О. Б. Заславским). Известия Самарского научного центра Российской академии наук. Социальные, гуманитарные, медико-биологические науки // Филологические науки, т. 24, № 84, 2022. — С. 115—120.[77]
- О литературных реминисценциях в наброске А. С. Пушкина «И ты тут был…» — On Literary Reminiscences in Pushkin’s Essay «I ty tut byl …» («And You Were Here…») (в соавторстве с С. М. Грачевой). Известия Самарского научного центра Российской академии наук. Социальные, гуманитарные, медико-биологические науки // Филологические науки, т. 23, № 81, 2021. — С. 117—123.[78]
- Об анаграммах в наброске А. С. Пушкина «И ты тут был…» (в соавторстве с С. М. Грачевой) — The Anagrams in Pushkin’s Essay «I Ty Tut Byl…» (And You Were Here..."). Известия Самарского научного центра Российской академии наук. Социальные, гуманитарные, медико-биологические науки // Филологические науки, т. 23, № 80, 2021. — С. 91-97.[79]
- «Поэзия» Н. М. Карамзина. Текст в тексте: автор под масками Шекспира и Клопштока — Karamzin’s «Poetry». The Text within a Text: Author Behind the Masks of Shakespeare and Klopstock. Известия Самарского научного центра Российской академии наук. Социальные, гуманитарные, медико-биологические науки // Филологические науки, т. 23, № 79 (1), 2021. — С. 119—124.[80]
- Буквенные загадки и легенды об алфавите — Letter Riddles and Legends about Alphabet. Известия Самарского научного центра Российской академии наук. Социальные, гуманитарные, медико-биологические науки // Филологические науки, т. 23, № 78, 2021. — С. 67-71.[81]
- К вопросу о театральности Шекспира: Homo scribens или Гамлет-драматург — Shakespeare’s Theatricality: Homo Scribens, or Hamlet-dramatist. В сборнике: XXXVII Зональная конференция литературоведов Поволжья. Сборник материалов Международной научной конференции. Министерство просвещения Российской Федерации; Самарский научный центр Российской Академии наук (СамНЦ РАН), 2021. С. 217—224.[82]
- Ведийские «ноги» греческой Сфинги — The Vedic «Feet» of the Greek Sphinx // Известия Самарского научного центра Российской академии наук. Социальные, гуманитарные, медико-биологические науки // Гуманитарные науки, т. 23 № 77, 2021. — С. 76-80.[83]
- Что такое миф об Эдипе: к вопросу о структуре сюжета — What is the Myth of Oedipus: to the Question of the Structure of the Plot // Известия Самарского научного центра Российской академии наук. Социальные, гуманитарные, медико-биологические науки // Филологические науки, т. 23, № 76, 2021. — С. 110—115.[84]
- Загадка Сфинги как математическая аллегория — The Riddle of the Sphinx as a Mathematical Allegory // Известия Самарского научного центра Российской академии наук. Социальные, гуманитарные, медико-биологические науки // Филологические науки, т. 22, № 75, 2020. — С. 123—128.[85]
- Миф об Эдипе: сюжет мести и статуя Мития — The Story of Oedipus: Revenge Plot and a Statue of Mitys // Известия Самарского научного центра Российской академии наук. Социальные, гуманитарные, медико-биологические науки // Филологические науки, т. 22, № 74, 2020. — С. 121—129.[86]
- Профетическая роль имени героя в мифе об Эдипе — The Prophetic Role of the Hero’s Name in the Story of Oedipus // Известия Самарского научного центра Российской академии наук. Социальные, гуманитарные, медико-биологические науки // Филологические науки, т. 22, № 73, 2020. — С. 106—111.[87]
- Загадка Эдипа: ноги, всадник и оживающая статуя — The Riddle of Oedipus: Feet, Horseman and Living Statue // Известия Самарского научного центра Российской академии наук. Социальные, гуманитарные, медико-биологические науки // Филологические науки, т. 22, № 72, 2020. — С. 97-103.[88]
- Трагедия или комедия: к вопросу о жанре «Гамлета» У. Шекспира // XXXII Пуришевские чтения. Поэтика комического в мировой литературе. Сборник статей и материалов научной конференции. МГПУ, Москва 2020. — С. 21-24.[89]
- Театральность и мимикрия: от театра животных до Шекспира — Theatricality and Mimicry: from Animal Theatre to Shakespeare // Известия Самарского научного центра Российской академии наук. Социальные, гуманитарные, медико-биологические науки // Филологические науки, т. 22, № 71, 2020. — С. 87-92.[90]
- Загадка Сфинги в мифе об Эдипе: мотив лошади как предвестие судьбы героя — The Riddle of the Sphinx in the Oedipus Myth: the Horse Motif as a Foreshadowing of the Hero’s Fate // Известия Самарского научного центра Российской академии наук. Социальные, гуманитарные, медико-биологические науки // Филологические науки, т. 22, № 70, 2020. — С. 62-74.[91]
- Прототипы сюжета об Эдипе: культ жертвоприношения и миф о близнецах — The Prototypes of the Oedipus story: the Sacrifice Cult and Myth about Twins // Известия Самарского научного центра Российской академии наук. Социальные, гуманитарные, медико-биологические науки // Филологические науки, т. 21, № 68, 2019. — С. 56-61.[92]
- Пасхальное. Евангельский подтекст в «Стансах» Пушкина («Брожу ли я вдоль улиц шумных …») — On the Day of Pascha. The Evangelical Subtext in Pushkin’s «Stanzas» («Wandering the noisy streets …») // Известия Самарского научного центра Российской академии наук. Социальные, гуманитарные, медико-биологические науки, // Филологические науки, т. 21, № 67, 2019. — С. 99-101.[93]
- Разгадал ли Эдип загадку Сфинги? — Did Oedipus Actually Solve the Riddle of the Sphinx? // Известия Самарского научного центра Российской академии наук. Социальные, гуманитарные, медико-биологические науки // Филологические науки, т. 21, № 66, 2019. — С. 71-78[94].
- Эдип и загадка Сфинги: анатомия стопы — Oedipus and the Riddle of the Sphinx: Anatomy of the Foot // Известия Самарского научного центра Российской академии наук. Социальные, гуманитарные, медико-биологические науки // Филологические науки, т. 21, № 64, 2019. — С. 76-81.[95]
- Как все-таки сделана «Шинель» Гоголя? — How Is Gogol’s «Overcoat» Made After All?(с Е.Славутиным) // Известия Самарского научного центра Российской академии наук. Социальные гуманитарные, медико-биологические науки // Филологические науки, том 19, № 3, 2017. — С. 116—120.[96]
- Инверсия субъекта и объекта наблюдения в живописном и литературном сюжете (с Е.Славутиным) // Природа в русской и зарубежной литературе и культуре. Сборник трудов. Москва Самара 2017. — С.185-194.
- «Портрет Дориана Грея» О.Уайльда: структура сюжета — «The Picture of Dorian Gray» by Oscar Wilde: the Plot Structure(с Е. И. Славутиным) // Известия Самарского научного центра Российской академии наук. Социальные гуманитарные, медико-биологические науки. Том 18, № 1(2), 2016. C. — 240—246.[97]
- Структура мифа о Нарциссе — The Structure of the Myth of Narcissus (с Е. Славутиным) // Всемирная литература в контексте культуры: Сборник научных трудов по итогам XXVI Пуришевских чтений / Отв ред. М. И. Никола: М.: МПГУ, Москва-Киров 2014. — С. 118—121 -[98]
- К вопросу о структуре сюжета — On the Structure of the Plot (с Е. Славутиным) // Вестник Литературного института им. А. М. Горького, № 2, 2012, стр. 22-30[99]
- К вопросу о профетической структуре художественного текста — On the Prophetic Structure of a Literary Text (с Е.Славутиным) // Вестник Литературного института им. А. М. Горького, № 1, 2013, стр. 37-44[100]
- Профетическая структура художественного текста (с Е. Славутиным)[101]
- The Minimal Plot (with Y. Slavutin) -[102]
- Структура сюжета (с Е. Славутиным), декабрь 2011 -[103]
- Загадка мифа об Эдипе (с Е. Славутиным)// Вестник Европы. Журнал европейской культуры. № 31-32, ноябрь-декабрь 2011, стр. 289—293[104]
- Загадка мифа об Эдипе (с Е. Славутиным)// Всемирная литература в контексте культуры: Сборник научных статей по итогам XXIII Пуришевских чтений / Отв ред. М. И. Никола: М.: МПГУ, 2011. — С. 97-104. ISBN 978-5-91061-248-2
- Проблема происхождения языка в философско-семиотическом аспекте — The Problem of the Origin of Language in Philosophical and Semiotic Aspect (с Е.Славутиным). Вестник МГПУ. Серия Философские науки, № 2 (10) 2014 год, с. 46-55[105]
- Проблема происхождения языка в свете семиотики. Часть I — On the Origin of Language in a Semiotic Light. Part I (с Е. Славутиным)[106]
- Проблема происхождения языка в свете семиотики. Часть II — On the Origin of Language in a Semiotic Light. Part II (с Е.Славутиным)[107]
- Внутренняя хронология «Гамлета» // Шекспир в контексте мировой художественной культуры. Материалы Международной научной конференции. XXVI Пуришевские чтения. МПГУ, Москва 2014. стр. 20-21.
- Скрытый шекспировский мотив в картине В. А. Серова «Портрет М. Н. Ермоловой» (1905), (c Е.Славутиным) // Шекспир в контексте мировой художественной культуры. Материалы Международной научной конференции XXVI Пуришевские чтения. МПГУ, Москва 2014. стр. 71-72.
- Сон в летнюю ночь Треплева. Шекспировские мотивы в «Чайке» Чехова (с Е.Славутиным) // XXIII Пуришевские чтения, Международная конференция 6-8 апреля 2011, Зарубежная литература XIX века. Актуальные проблемы изучения, Сборник статей и материалов, М.МПГУ, 2011, стр.23-24. ISBN 978-5-904729-17-2 -[108]
- Числовые построения в поэтике Пушкина (с Е.Славутиным) // XXII Пуришевские чтения. Международная конференция: История идей в жанровой истории, Москва, МПГУ 2010, с. 206—209. ISBN 978-5-904729-02-8
- Числовой код Пушкина (с Е.Славутиным), Вестник Европы, № 28-29, 2010, стр. 248—253.[109]
- Сюжетно-композиционная функция числовых построений в поэтике Пушкина (с Е.Славутиным) // Всемирная литература в контексте культуры, Сборник научных трудов по итогам XXII Пуришевских чтений, МПГУ, М., 2010, стр. 67-76.
- Загадка мифа об Эдипе.[110]
- Шекспир и поэтика театральности // Anglistica. Вып.10, Сборник научных трудов по литературе и культуре, М., МПГУ 2005
- Обратная метафора в пьесе Шекспира «Гамлет» // Всемирная лит-ра в контексте культуры, Сборник научных трудов, М., МПГУ, 2004
- Структурные элементы театральности в пьесе Шекспира «Гамлет»// Ibid.
- К вопросу о поэтике театральности у Шекспира // Филологическая наука в XXI веке, Материалы третьей всероссийской конференции учёных (М.,МПГУ, 2004) ISBN 5-94755-044-X
- Смерть автора и рождение читателя. Генезис концепции минимализма в новейшей датской литературе//XVIII Пуришевские чтения,М.2006.
- Эстетика минимализма и новейшая датская литература // Вопросы литературы (март-апрель 2007) ISSN 0042-8795

### Журналистика, публицистика, статьи на шахматные темы
- По делам их узнаете их (к юбилею Александра Рошаля), 64-Шахматное обозрение, № 9, 2006
- Die Grenzen von Glasnost, Kontinent, Bonn, май № 2, 1988
- Берлинский угрозыск штурмует жириновцев, Русская мысль, Париж, № 4012, 13-19 декабря 1994
- Рукописи не горят, горят люди (Эссе о творчестве Варлама Шаламова),Русская мысль, Париж, 31 июля 1987
- О вере как о подвиге. Первый выпуск «Бюллетеня христианской общественности», Русская мысль, Париж, № 3686, 14 августа 1987
- Его жизнь — наши позор и боль (эссе о Варламе Шаламове), Русская мысль, Париж, № 3704, 18 декабря 1987
- Кто первый сказал «гласность»? (очерк о Натане Эйдельмане), Русская мысль, Париж № 3705, 25 декабря 1987
- Белые пятна истории (эссе о Николае Вавилове), Русская мысль, Париж, 8 января 1988
- «Гласность» вышла в свет, Русская мысль, Париж, № 3681, 10 июня 1987
- О гуманной медицине и социальной опасности (о каратательной психиатрии в СССР) // Русская мысль, Париж, № 3683, 24 июля 1987
- «Вы сжигали нас в печах!» (к истории депортации крымских татар) // Русская мысль, Париж, № 3684, 31 июля 1987
- Не отказом единым (о правах человека в СССР), Русская мысль, Париж, № 3679, 26 июня 1987
- Художник всегда одинок (о творчестве скульптора Вадима Сидура), Русская мысль, Париж, № 3694, 9 октября 1987
- Взгляд на райские кущи, Русская мысль, Париж, № 3700, 20 ноября 1987
- Стоит ли наступать на грабли, или разговор и Инкогнито (о статье Юрия Карякина в журнале «Знамя»), Русская мысль, Париж, № 3694, 9 октября 1987
- «А вы, что ныне норовите вернуть былую благодать» (к изданию в СССР поэмы Александра Твардовского «По праву памяти»), Русская мысль, Париж, № 3693, 2 октября 1987
- Крутой маршрут узника Владимира Гершуни. Первые дни на свободе, Русская мысль, Париж, № 3, 11 декабря 1987
- Отказ «по режиму» (о проблеме эмиграции), // Русская мысль, Париж, 4 декабря 1987
- Московский Эрмитаж (выставка художников-нонконформистов),Русская мысль, Париж, 2 октября 1987
- «Огонек» в Копенгагене (очерк о Виталии Коротиче) // Русская мысль, Париж, 16 декабря 1988
- Советские слоны — лучшие в мире. Конференция по правам человека в Париже, Русская мысль, Париж, № 3781, 23 июня 1989
- О праве на права, Русская мысль, Париж, № 3833, 22 июня 1990
- Geniet Sakharov forut sin tid (к освобождению академика Андрея Сахарова из ссылки), Stavanger Aftenblad, 22 декабря 1986
- En helt kommer hjem igen (первое интервью академика Андрея Сахарова после освобождения из ссылки в г. Горьком), Jyllands-Posten, 24 декабря 1986
- Новая полемика вокруг Хрущева, Русская мысль, Париж, 30 октября 1987
- Лицемерная гласность, Русская мысль, Париж, № 3702, 4 декабря 1987
- Rivincita a colpi di regolamento tra i due grandi K? l’Unita, 9 января 1985
- Semifinali de scacchi la spunta Korchnoy, l’Unita, 23 ноября 1983
- Nella «Casa degli scacchi» oggi ultima gara tra Giovane e il Grande Vecchio, l’Unita, 6 марта 1984
- Garry Kasparov: «La fortuna e con chi gioca bene» (интервью с Гарри Каспаровым), l’Unita-Chronache, 29 января 1984
- I sovietici «re» degli scacchi, l’Unita, 22 декабря 1983
- Загадка Маргариты (эссе о шахматной сцене в романе М.Булгакова «Мастер и Маргарита»), 64-Шахматное обозрение, № 17, 1985
- Загадка Алисы (о шахматной теме в книге Льюиса Кэрролла «Алиса в стране чудес», 64-Шахматное обозрение № 5, 1983
- Вариант Алапина (в соавторстве с С. Веселовским), Шахматы в СССР, № 6, июнь 1984
- Слово за белыми (анализ партий матча Спасский — Фишер, в соавторстве с С. Веселовским), Шахматный бюллетень, № 4, апрель 1975
- Идут полуфиналы (шахматный анализ), Шахматная Москва, 13 декабря 1967.